# Hypodactylus mantipus
Espèce
Synonymes
- Leptodactylus mantipus Boulenger, 1908
- Eleutherodactylus mantipus (Boulenger, 1908)

Statut de conservation UICN

 LC  : Préoccupation mineure
Hypodactylus mantipus est une espèce d'amphibiens de la famille des Craugastoridae.

## Répartition
Cette espèce est endémique de Colombie. Elle se rencontre entre 800 et 2 400 m d'altitude dans les départements de Cauca, de Valle del Cauca, de Chocó, de Risaralda, de Quindío, de Caldas et d'Antioquia dans les Cordillères Occidentale et Centrale.

## Description
L'holotype mesure 33 mm.

## Publication originale
- Boulenger, 1908 : Descriptions of new Batrachians and Reptiles discovered by Mr. M. G. Palmer in South-western Colombia. Annals and Magazine of Natural History, sér. 8, vol. 2, no 12, p. 515-522 (texte intégral).